# ネイサン・テラ
ネイサン・アデウェイル・テミタヨ・テラ（Nathan Adewale Temitayo Tella, 1999年7月5日 - ）は、イングランド・ハートフォードシャースティーブニッジ出身のサッカー選手。ブンデスリーガ・バイエル・レバークーゼン所属。ポジションはFW、MF。

## クラブ経歴
2007年にアーセナルFCのユースアカデミーに入所。10年間在籍するもトップチーム昇格には至らず、2017年4月にサウサンプトンFCと契約。3年間ユースリーグでプレーし、2020年6月にトップチームに昇格。19日のノリッジ・シティFC戦でプロデビュー。2020-21シーズンはU-23リーグでスタートし、9月にトップチームに昇格。2021年1月4日のリヴァプールFC戦では、前半32分に負傷したムサ・ジェネポとの交代で出場し、前シーズン王者相手に1-0の勝利に貢献した。
2022年8月11日、バーンリーFCに1年間のローン契約で加入した。
2023年8月27日、5年契約でバイエル・レバークーゼンに移籍した。

## 人物
- 両親はナイジェリア出身で、その関係でイングランド代表とナイジェリア代表のどちらの代表でプレーできる資格を持つ。

## タイトル
バーンリー
- EFLチャンピオンシップ: 2022-23

バイエル・レバークーゼン
- ブンデスリーガ: 2023-24